# García Moreno (Tungurahua)

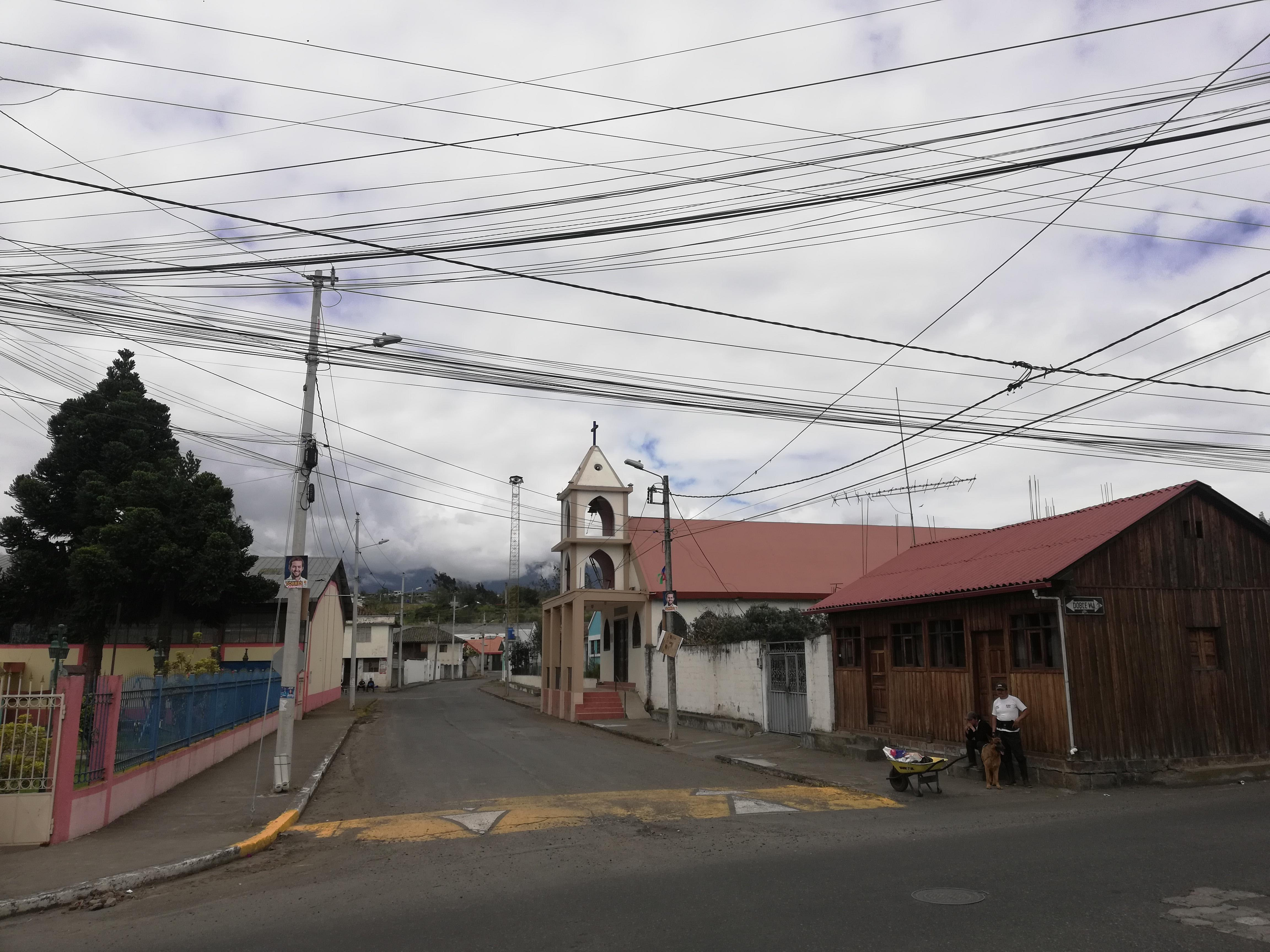
García Moreno (2023)

García Moreno ist eine Ortschaft und eine Parroquia rural („ländliches Kirchspiel“) im Kanton San Pedro de Pelileo der ecuadorianischen Provinz Tungurahua. Die Parroquia besitzt eine Fläche von 15,65 km². Die Einwohnerzahl lag im Jahr 2010 bei 6380. Gegründet wurde die Parroquia am 26. März 1897. Namensgeber war Gabriel García Moreno (1821–1875), ein ecuadorianischer General und zweimaliger Präsident.

## Lage
García Moreno liegt im Anden-Hochtal von Zentral-Ecuador. Der Ort García Moreno befindet sich am nördlichen Stadtrand von Pelileo auf einer Höhe von 2550 m.
Die Parroquia García Moreno grenzt im Norden an die Parroquia Chiquicha, im Osten und im Süden an die Parroquia Pelileo, im Südwesten an die Parroquia Salasaka sowie im Nordwesten an die Parroquia El Rosario.